# Alan Goodrich Kirk
Pour les articles homonymes, voir Kirk.
Alan Goodrich Kirk, né le 30 octobre 1888 à Philadelphie et mort le 15 octobre 1963 à Washington, D.C., est un amiral de l'U.S. Navy et un diplomate américain.

## Biographie
Il fut diplômé de l'Académie navale d'Annapolis en 1909 et servit dans l'US Navy durant la Première et la Seconde Guerre mondiale. Alan Kirk devint l'attaché naval américain à Londres de 1939 à 1941. Il fut directeur de l'Office of Naval Intelligence, les services de renseignement de la marine américaine, en mars 1941, mais face à l'obstruction et à l'opposition du contre-amiral Richmond Turner, il ne put développer le bureau en un centre efficace suivant les grandes lignes du British Royal Naval Operational Intelligence Centre (qu'il avait vu lors de sa période londonienne). Il demanda alors sa mutation dans une escadre de destroyers de l'Atlantique.
Kirk servit comme commandant de forces amphibies en Méditerranée en 1942 et 1943 (Invasion alliée de la Sicile et en Italie). Il fut également le commandant américain d'une des deux forces navales pendant l'opération Neptune, le débarquement en Normandie le 6 juin 1944, embarqué sur le croiseur lourd USS Augusta puis fut commandant des forces navales américaines en 1944-1945. Il prit sa retraite de la marine en 1946.
Kirk fut par la suite représentant américain au Luxembourg (1946-1949) puis ambassadeur américain en Belgique (1946-49) et en Union soviétique (1949-51).

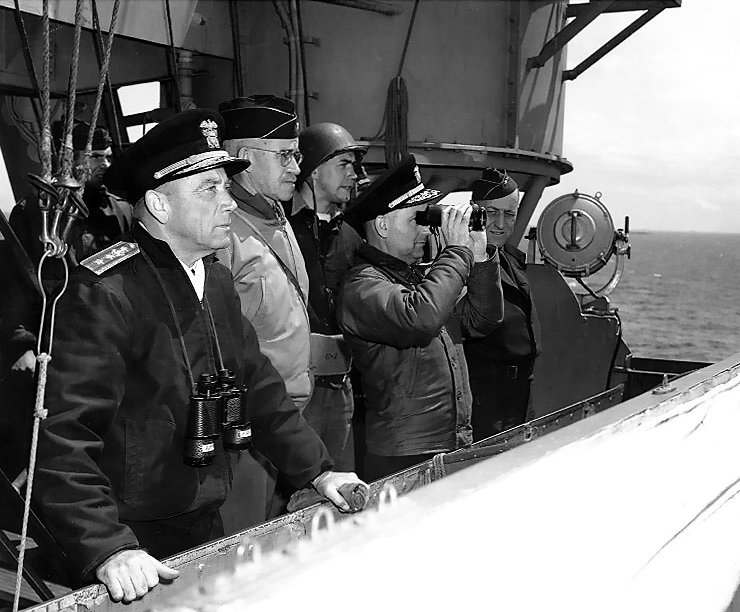
Sur le pont de l', le 6 juin 1944, (de gauche à droite) le contre-amiral Alan G. Kirk, le Lieutenant General Omar Bradley, commandant l'US First Army, le contre-amiral Arthur D. Struble (avec les jumelles), Chief of Staff de Kirk et le Major General Hugh Keen, US Army.

Il devint en février 1952, le second président d'Amcomlib. Comme ancien ambassadeur en Union soviétique, il avait supervisé le recrutement d'émigrés pour New York et Munich, un groupe qui allait former plus tard le noyau de Radio Free Europe. Moins d'un an après sa nomination, il dut démissionner à la suite de problèmes de santé. Il servit brièvement en 1952, comme directeur du Psychological Strategy Board, un comité chargé de planifier et de coordonner les opérations psychologiques du gouvernement américain.
Kirk fut ambassadeur à Taïwan de juin 1962 à janvier 1963 durant l'administration Kennedy.
Il meurt le 15 octobre 1963 à 75 ans à Washington. Il est enterré au cimetière national d'Arlington.

## Distinctions
- Distinguished Service Medal Legion of Merit ;
- Grand cordon de l'ordre de Léopold (Belglque) en 1949.